# Szereporientált programozás
A szereporientált programozásnak, mint a számítógépes programozás egyik formájának, célja a dolgok olyan értelemben való kifejezése, amely hasonlít az emberi világ fogalmainak a megértéséhez. Ez megkönnyítené a programok megértését és karbantartását/fenntartását.
A szereporientált programozás kiinduló gondolata az emberek szerepközpontú gondolkodása. Ezt az állítást gyakran a társadalmi kapcsolatok példái is alátámasztják. Mint például egy hallgató, aki egy órán vesz részt majd azután elmegy bulizni az ugyanaz a személy, csak éppen két különböző szerepben. Tehát ennek a személynek a jelenlegi szerepe függ a külvilággal való interakciójától. A szerepek hajlamosak közös jellemzőkkel bírni, mint például közös belső emberi tulajdonságok. Ezeket a közös tulajdonságokat gyakran a delegálási mechanizmus kezeli.
A korábbi irodalomban és az adatbázisok területén úgy tűnik, hogy kevés figyelmet fordítottak arra a környezetre, amelyben a szerepek kölcsönhatásba lépnek egymással. Ilyen környezet jön létre az újabb szerep- és aspektusorientált programozási nyelvekben, mint például az Object Teamsben. Hasonlítsuk össze a "szerep" használatát olyan szoftverek halmazaként, amelyek lehetővé teszik a szervernek, hogy meghatározott funkciókat hajtson végre a hálózaton lévő felhasználók vagy számítógépek számára.
Sok kutató vitatta a szerepek előnyeit a modellezésben és a megvalósításban. A szerepek lehetővé teszik az objektumok fejlődését az idő múlásával, lehetővé tesznek független és egyidejűleg létező interfészeket, felfedve az objektum különböző kontextusait. A szerepek sokszor a napi szinten előforduló emberi gondolatformálás természetes elemei. A programozási nyelvekben betöltött szerepek lehetővé teszik, hogy az objektumok változó interfészekkel rendelkezzenek, amint azt a valós életben is láthatjuk - a dolgok idővel változnak és különböző kontextusokban vannak felhasználva.

## Szerzők
- Barbara Pernici Archiválva 2012. október 13-i dátummal a Wayback Machine-ben
- Bent Bruun Kristensen Archiválva 2012. február 4-i dátummal a Wayback Machine-ben[2]
- Bruce Wallace
- Charles Bachman[3]
- Friedrich Steimann
- Georg Gottlob Archiválva 2012. október 6-i dátummal a Wayback Machine-ben
- Kasper B. Graversen
- Kasper Østerbye
- Stephan Herrmann Archiválva 2012. április 28-i dátummal a Wayback Machine-ben
- Trygve Reenskaug[4]
- Thomas Kühn

## Programozási nyelvek explicit támogatással a szerepekhez
- Chameleon
- EpsilonJ
- JavaScript Delegation - Functions as Roles (Traits and Mixins)
- Object Teams
- Perl (Moose)
- Raku
- powerJava
- SCala ROLes Language

## Fordítás
- Ez a szócikk részben vagy egészben  a   Role-oriented programming című angol Wikipédia-szócikk ezen változatának fordításán alapul.  Az eredeti cikk szerkesztőit annak laptörténete sorolja fel. Ez a jelzés csupán a megfogalmazás eredetét és a szerzői jogokat jelzi, nem szolgál a cikkben szereplő információk forrásmegjelöléseként.